# Amstrad CPC
Amstrad CPC (acrónimo del inglés Colour Personal Computer) fue una serie de ordenadores personales de 8 bits producidos por Amstrad durante la década de 1980 y a principios de la década de 1990. Las siglas CPC anunciaban un ordenador personal en color, aunque era posible comprar un CPC tanto con pantalla de fósforo verde (GT65/66) como con pantalla estándar en color (CTM640/644), además de poderse adquirir por separado un accesorio modulador (MP-1/MP-2) para conectarlo a un televisor convencional.
La primera máquina, el CPC 464, se presentó oficialmente y se comercializó a gran escala a partir del 21 de junio de 1984. Se diseñó como competidor directo del Commodore 64 y del Sinclair ZX Spectrum. La gama CPC tuvo mucho éxito. Se vendieron más de 2 millones de equipos durante la vida útil de la máquina.
La serie disponía de un total de seis modelos: CPC464, CPC664 y CPC6128 fueron competidores de éxito en el mercado europeo de los ordenadores domésticos. Los modelos 464plus y 6128plus fueron actualizaciones hardware que prolongaban el ciclo de vida de estos sistemas pero no tuvieron éxito, al igual que la consola de juegos GX4000, pues la era de los 8 bits ya habia terminado y los 16 bits ya dominaban el mercado.
Externamente, lo que más distingue a la máquina de Amstrad es la consola (teclado) negro mate con las esquinas agudas y una forma rectangular (debido a la cubierta empotrada de la cinta de casete (CPC 464 y 472) o la disquetera (CPC 664 y CPC 6128), las teclas especiales del teclado coloreadas y una única fuente de alimentación con una conexión que va del monitor al ordenador. También era posible utilizar el monitor como pantalla de televisión con un convertidor de TV opcional.

## Amstrad CPC se vendió comoun sistema completo
Inicialmente Amstrad promovió el CPC como una mejora de la competencia ZX Spectrum y Commodore 64, porque era un sistema completo incluyendo todo lo necesario dentro de una caja. Comparado con el C64 o el ZX, el Amstrad CPC venía con su propio monitor, incorporaba dentro de la máquina una unidad de cinta o disquete e incluso un pequeño altavoz. Esta técnica de mercado daba un aspecto más profesional al conjunto, enfocándolo en la misma forma que sistemas orientados a la empresa, en lugar de al juego o a sistemas más caseros.
Debido a su entrada tardía en el mercado europeo de los 8 bits, la cuota de mercado alcanzada por el CPC nunca igualó a nivel europeo de la conseguida por el ZX Spectrum o el Commodore 64. Sin embargo, fue el ordenador más vendido en Francia durante esta época y, en España, tuvo un número de ventas muy similar al ZX Spectrum. Las ventajas de tener monitor, teclado y una unidad de cinta integrada logró que obtuviese una importante cuota de mercado a finales de la década de 1980. Muchos de los mejores títulos para el CPC se crearon en el continente pero solo un limitado número se publicó en el Reino Unido.
El firmware y el software fueron desarrollados por Locomotive Software y el diseño del hardware fue comercializado por MEJ Electronics, conocida también como Mark-Eric Jones.

## Hardware

### Procesador
Toda la familia CPC se basa en el procesador Zilog Z80, con una velocidad de reloj de 4 MHz.
Para evitar conflictos entre la CPU y los circuitos de vídeo al acceder a la memoria principal compartida ("snowing"), el acceso a la memoria se limita ciertos milisegundos, ajustando cada instrucción CPU a un múltiplo de cuatro ciclos de la CPU. Como las instrucciones habituales del Z80 requieren solo tres o cuatro ciclos, la pérdida de resultante de procesamiento es menor, reduciendo el ratio de reloj a aproximadamente 3.3 MHz.

### Memoria
Las distintas versiones de Amstrad CPC se equiparon con 64 (CPC464, CPC664, 464plus, GX4000) o 128 (CPC6128, 6128plus) kB de memoria RAM. Esta memoria base se puede extender hasta 512 kB utilizando expansiones de memoria vendidas por empresas de terceros, y hasta 4096 kB utilizando métodos experimentales desarrollados por entusiastas del hardware. Debido a que el procesador Z80 solo es capaz de direccionar 64kB de memoria directamente, la memoria adicional de los modelos de 128 kB y las expansiones de memoria se posibilitan mediante la conmutación de bancos.

### Vídeo
El sistema de vídeo del CPC está formado por un CRTC (Motorola 6845 o compatible) con un chip diseñado para generar una salida pixelada.
Hay disponibles tres resoluciones: 160×200 píxeles con 16 colores ("Mode 0", 20 columnas de texto), 320×200 píxeles con 4 colores ("Mode 1", 40 columnas de texto), y 640×200 píxeles con 2 colores ("Mode 2", 80 columnas de texto). Se puede lograr un aumento del tamaño de pantalla reprogramando el CRTC.
El hardware de vídeo del CPC original soporta una paleta de 27 colores, generada desde el espacio de color RGB. La serie plus extendió la paleta a 4096 colores, también generada desde RGB con 4 bits para cada color rojo, verde y azul.
Con excepción del GX4000, todos los modelos CPC carecen de un modulador RF o salida de vídeo compuesto, incluyendo un conector DIN propietario de 6 pines pensado para usarlo solamente con el monitor proporcionado por Amstrad.

### Audio
CPC utiliza el chip de sonido General Instrument AY-3-8912, proporcionando tres canales configurables para generar ondas cuadradas y ruido blanco.
La salida se produce en mono por un pequeño altavoz integrado de 4 cm con control de volumen, controlado por un amplificador. La salida estéreo se proporciona a través de una clavija jack de 3,5 mm para auriculares.
Es posible reproducir muestras de sonido digital en una resolución aproximada de 5 bits enviando una trama de valores al chip de sonido. Esta técnica consume muchos recursos de procesador y es difícil de combinar con otros procesamientos. Como ejemplos, están las pantallas de título u otras escenas no jugables de juegos como Chase H.Q., Meltdown, y RoboCop.

### Unidad de disquete

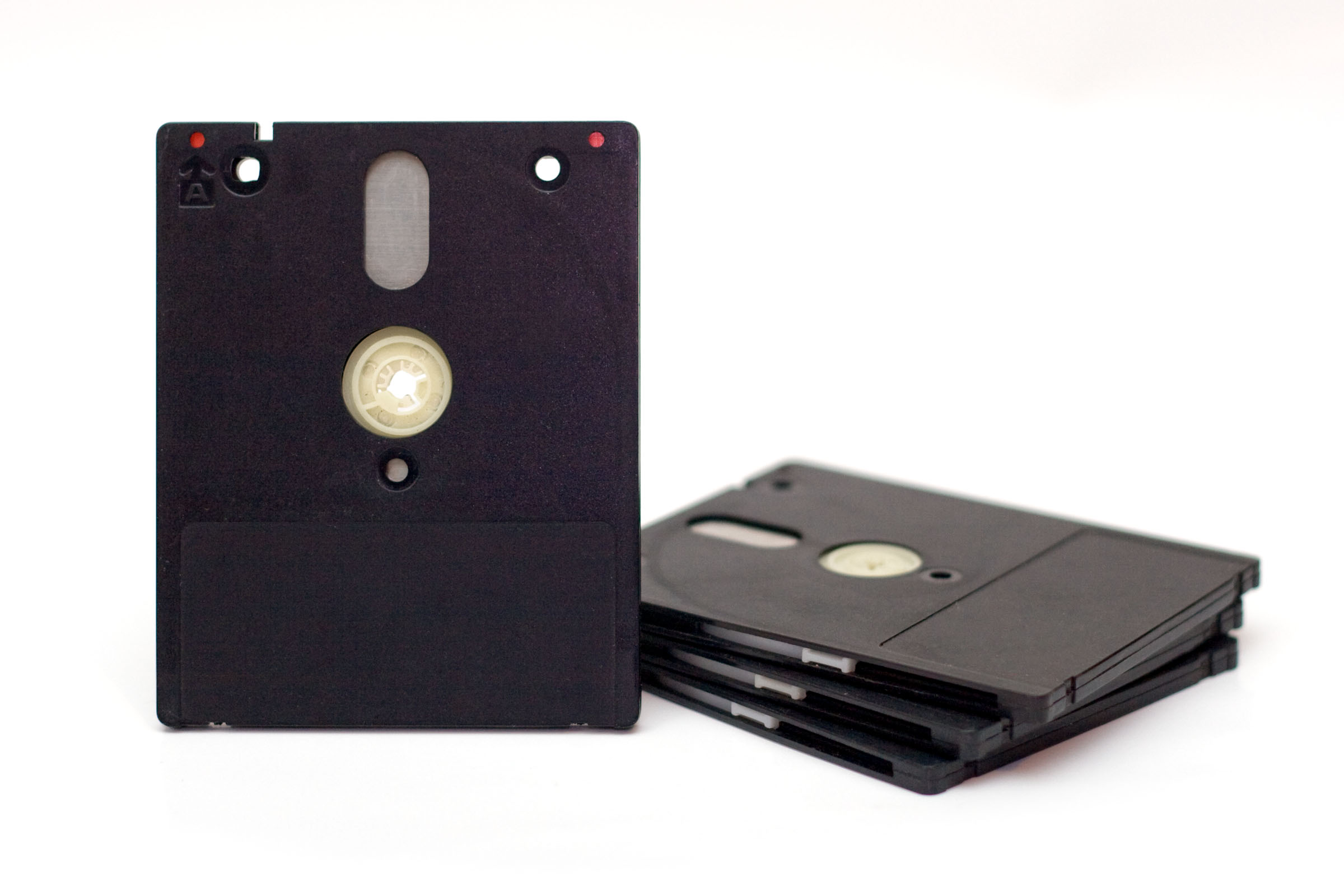
Discos de 3 pulgadas usados en máquinas CPC

La elección de Amstrad por la unidad de disco de 3 pulgadas de Hitachi, cuando el resto de la industria del PC se movía al formato de 3.5" de Sony, se debió a una compra masiva por parte de Amstrad de unidades de 3" en Asia. Las unidades fueron fabricadas por Panasonic. El dispositivo elegido (integrado en los últimos modelos) es una unidad de 40 pistas de una cara que requiere que el usuario extraiga e invierta físicamente el disco para acceder a la otra cara. Cada cara tiene su propio conmutador de protección de escritura. Las caras se etiquetaban como "A" y "B", y cada una de ellas estaba formateada para una capacidad de 180 kB (en formato AMSDOS, 2 kB para directorios y 178 kB para almacenamiento) con un total de 360 kB por disco.
La interfaz de las unidades es NEC 765 FDC, utilizado para el mismo propósito que las máquinas IBM PC/XT, PC/AT y PS/2. No se utilizan todas sus características para recortar gastos como transferencias en DMA y soporte para discos de una sola densidad. Se formateaban a doble densidad utilizando una modulación de frecuencia modificada.
Los discos se vendían con una cubierta de papel o un plástico duro parecido al estuche de un disco compacto. El disco era más grueso y rígido que los disquetes de 3.5" y se diseñaron para poder ser enviados por correo sin empaquetado adicional. Dentro del disco había una cubierta deslizante de metal para proteger la superficie, al contrario de la cubierta simple y externa de la versión de Sony. Eran significativamente más caros que las alternativas de 3.5" y 5.25". Esto, combinado con su poca capacidad nominal y su naturaleza esencialmente propietaria, hizo que su producción se detuviera poco después del mismo CPC.
Aparte de otras máquinas de Amstrad que utilizaban discos de 3" (PCW y el Sinclair ZX Spectrum) otros pocos ordenadores los utilizaban, entre los que se incluyen los sistemas de Sega SF-7000 y CP/M, las máquinas Tatung Einstein y Osborne. También se encontraban en sistemas embebidos.
El estándar de la interfaz Shugart indica que las máquinas Amstrad CPC eran capaces de utilizar discos estándar de 3", 3½" o 5¼" como unidad secundaria. Programas como ROMDOS y ParaDOS extienden el estándar AMSDOS para proporcionar soporte a discos de doble densidad, formatos de 80 pistas, permitiendo almacenar hasta 800 KB en un único disco.

### Expansión
El hardware y firmware se diseñaron para poder acceder al software proporcionado por ROMs externas. Cada ROM tenía que ser un bloque de 16k y conmutaba el espacio de memoria compartida con la memoria de vídeo. El firmware de Amstrad se diseñó deliberadamente para que el nuevo software pudiera ser accedido de forma sencilla desde estas ROMs. Se comercializaron aplicaciones populares sobre ROM, principalmente procesadores de texto y utilidades de programación (por ejemplo los procesadores de texto Protext, Brunword y el lenguaje ensamblador).
Tales ROMs no se conectan directamente a la máquina CPC, sino en unas "cajas rom" externas, las cuales contienen ranuras para los chips de las ROMS y un pequeño circuito que conecta a la máquina principal y permite conmutar entre las diferentes ROMS. Estas cajas se comercializaban en el mercado o eran fabricadas por aficionados y conectadas al puerto de expansión principal en la parte posterior de la máquina. El software de una ROM carga mucho más rápido que en un disco o cinta. La secuencia de carga de la máquina fue diseñada para evaluar la existencia de ROMs en primer lugar y opcionalmente darles el control de la máquina. Esto permite personalizar significativamente la funcionalidad de la máquina, algo que los entusiastas explotaron para varios propósitos. Sin embargo, el usuario típico no era consciente de esta funcionalidad ROM añadida a menos que leyera prensa relacionada con CPC, ya que no se describe en el manual de usuario. Sin embargo, está documentado en el manual oficial del firmware de Amstrad.
Estas máquinas también tenían un conector de 9 pines para un joystick similar al de Atari que podía controlar uno o dos joysticks utilizando un cable divisor (splitter).

## Periféricos

### Adaptadores serie RS232
Amstrad proporcionaba dos interfaces serie, RS-232-C y D25, conectados al conector de expansión en la parte trasera de la máquina, con un conector para la unidad de disco de CPC464 y otros periféricos.
La interfaz original venía con un Libro de términos para facilitar la transferencia de datos entre otros sistemas utilizando un protocolo propietario en la propia ROM del dispositivo. También proporcionaba un programa de terminal para conectar al servicio Prestel de British Telecom. Se creó una versión separada de la ROM para el mercado de los Estados Unidos debido a que el uso de los comandos "|SUCK" y "|BLOW" se consideraban inaceptables allí.
Las limitaciones de software y hardware de esta interfaz provocó su reemplazo por una versión de Amstrad de una alternativa compatible de Pace Micro Technology. La interfaz serie también estaba disponible a través de vendedores de terceros, como KDS Electronics y Cirkit.

### Módulos MP-1 y MP-2

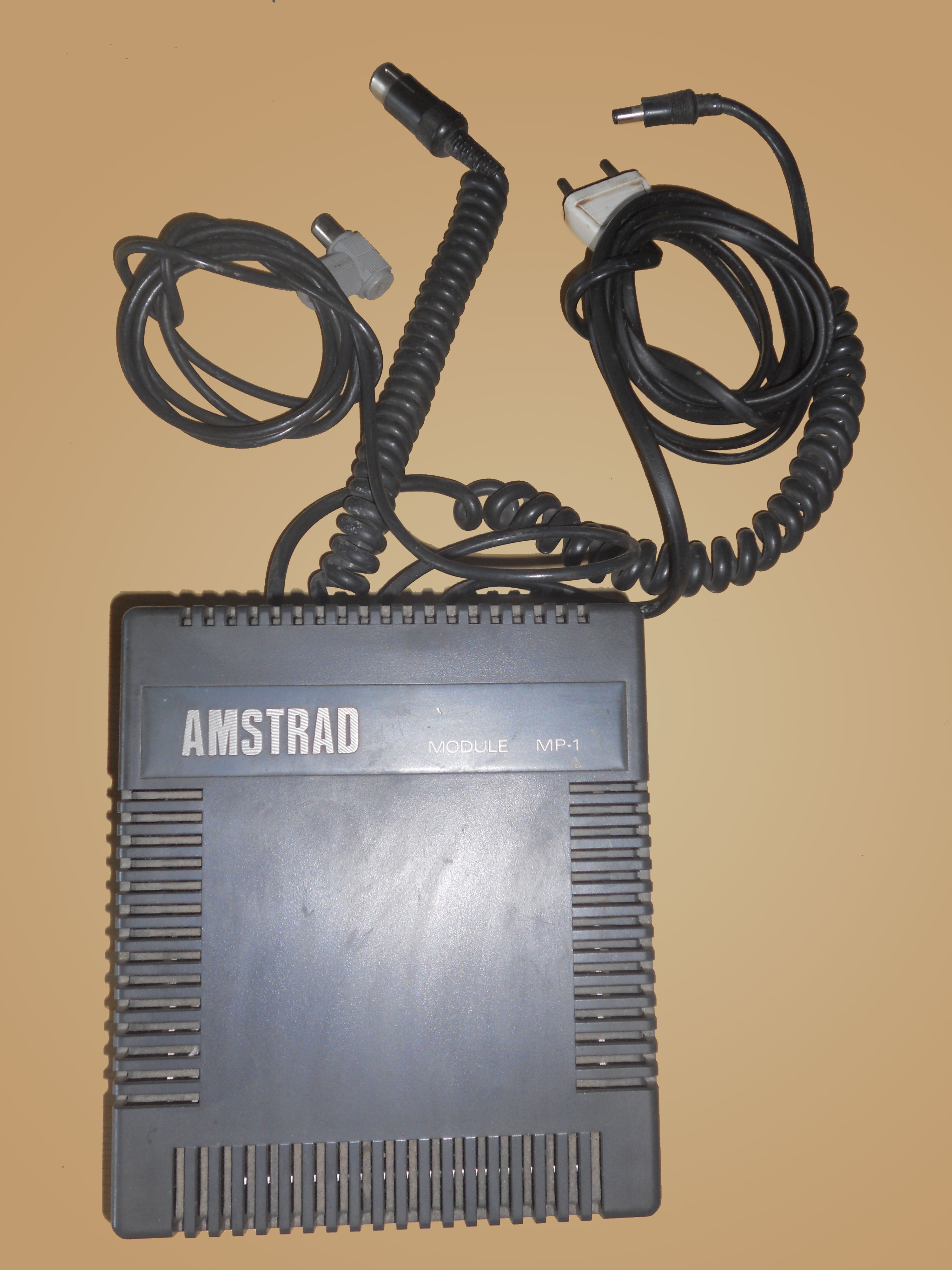
Amstrad MP-1 para CPC 464. En la parte inferior, el módulo propiamente dicho, y en la parte superior los distintos cables que salían de él, de izquierda a derecha, la salida de antena, la entrada de imagen, y los cables eléctricos, uno el que da electricidad a la fuente de alimentación, y el otro el que sirve para enviar la electricidad al ordenador

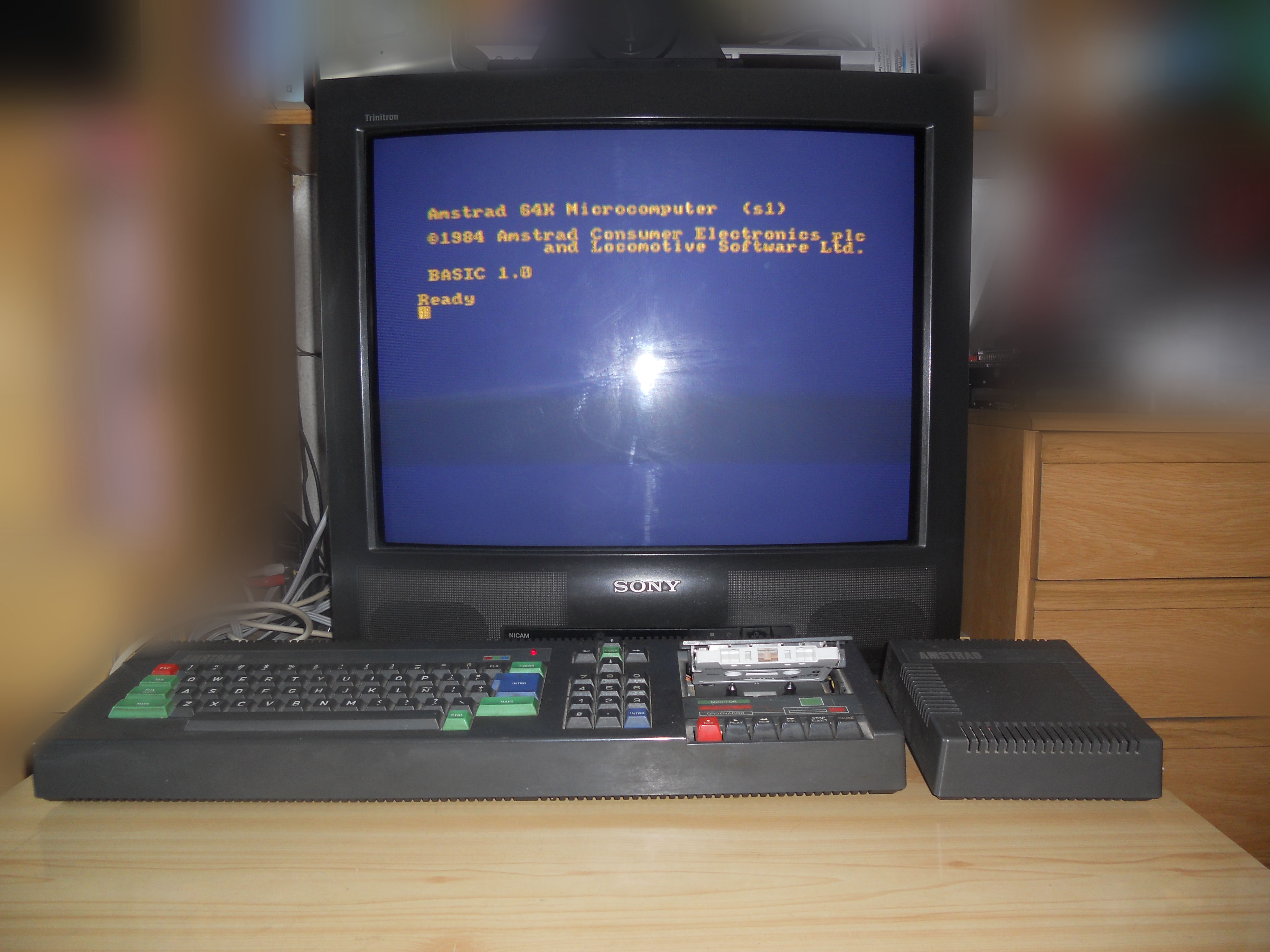
Amstrad CPC 464 conectado a televisor convencional de 25 pulgadas a través de módulo MP-1 situado junto al CPC

Amstrad de serie no tenía salidas de vídeo estándar y solo podía ser conectado al monitor que incluía, y del cual recibía asimismo la alimentación eléctrica. Sin embargo, se podía adquirir por separado un módulo, MP-1 o MP-2 según el modelo de CPC, que permitía conectar el ordenador a cualquier televisor convencional. El módulo incluía una fuente de alimentación para el ordenador y su correspondiente enchufe a la red eléctrica, un cable para la salida de imagen del ordenador y un cable de antena para conectar al televisor. Este accesorio estaba especialmente pensado para los usuarios que adquirieron el equipo con un monitor de fósforo verde, ya que evitaba tener que adquirir otro monitor para poder ver la imagen en color al funcionar con el televisor.

## Software

### BASIC y el sistema operativo
Anexo:Videojuegos para Amstrad CPC

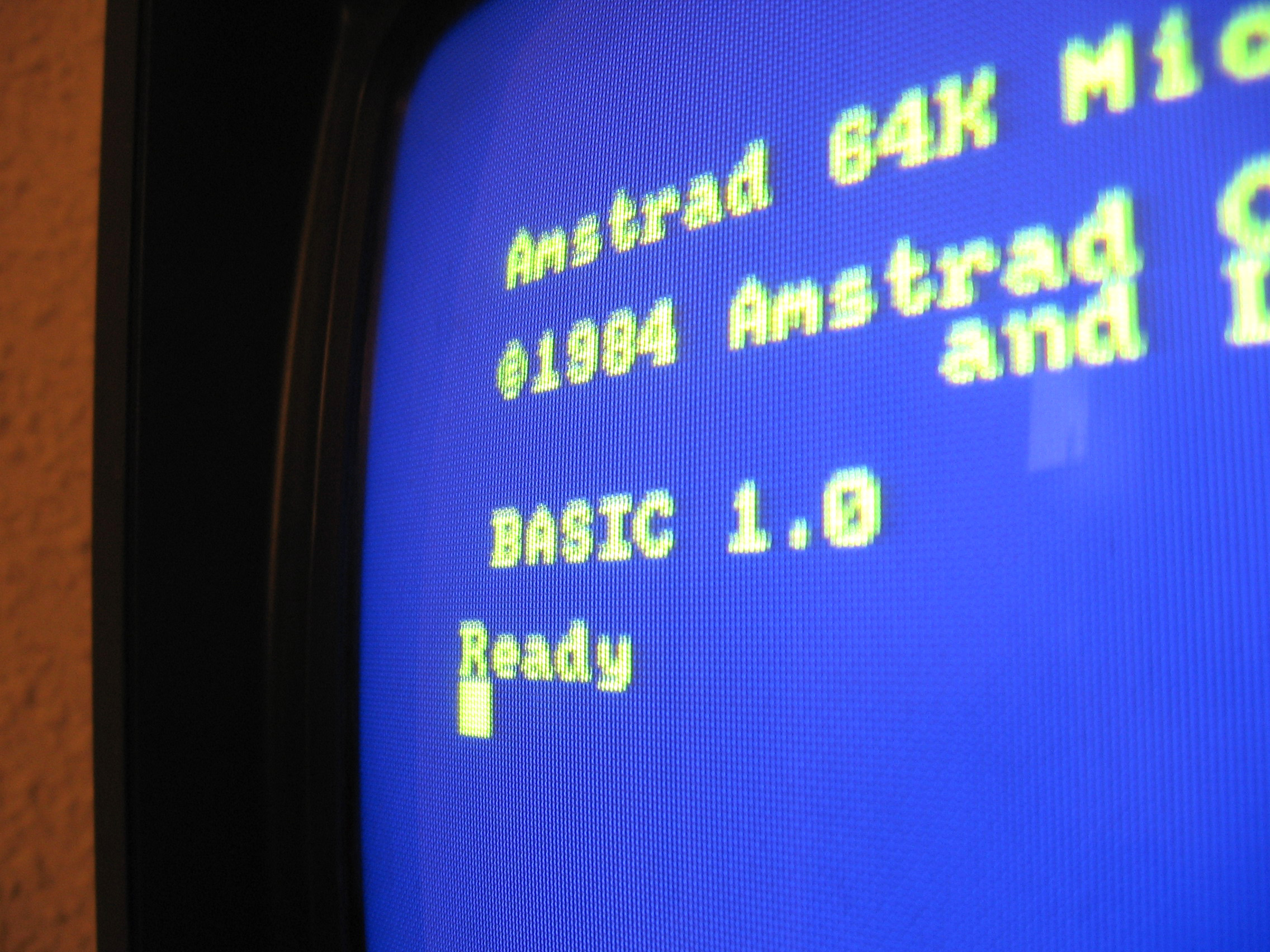
Locomotive BASIC en Amstrad CPC 464

Como la mayoría de los ordenadores personales del momento, el CPC tiene su sistema operativo y un intérprete de BASIC integrado en una ROM. Utiliza Locomotive BASIC, una versión mejorada del BASIC del Z80 de Locomotive Software para el co-procesador BBC Micro. Es particularmente notable para proporcionar un acceso sencillo a los recursos de vídeo y audio de la máquina frente a los comandos POKE requeridos en las implementaciones genéricas de Microsoft. Entre otras características, se incluyen el manejo de eventos de tiempo con los comandos AFTER y EVERY y ventanas en modo texto.

### CP/M
El sistema operativo CP/M de Digital Research se proporciona con los sistemas basados en disco 664 y 6128, y la unidad de expansión DDI-1 para 464. Las máquinas con 64k de RAM se vendían con CP/M 2.2, mientras que las máquinas con 128 incluían CP/M 3.1. La implementación compacta del CP/M 2.2 se almacenaba en los sectores boot de un disco de 3" en lo que se denominaba "Formateo del sistema". Tecleando |CPM desde Locomotive BASIC se cargaría código desde estos sectores, haciendo de ello una elección popular para las rutinas de carga de juegos personalizadas. La implementación CP/M 3.1 se encuentra en un archivo separado que se carga desde el sector boot.
Había mucho software CP/M de dominio público disponible para el CPC, desde procesadores de texto como VDE a sistemas de tablón de anuncios como ROS.

### Otros lenguajes
A pesar de que era posible obtener compiladores para Locomotive BASIC, C y Pascal, la mayoría del software para CPC se escribió en lenguaje ensamblador para Z80. Hisoft's Devpac, Arnor's Maxam y DAMS (en Francia) fueron ensambladores populares. Los sistemas CPC basados en disco (excepto los Plus) incluían un intérprete para el lenguaje educativo LOGO, cargado desde CP/M 2.2 pero más específico de CPC con mucho código residente en la ROM AMSDOS. Las máquinas 6128 también incluía una versión CP/M 3.1 no-ROM. Se escribió un compilador de C para el mercado europeo a través de Tandy Europe, por Micro Business products.

### Roland
En un intento por dar al CPC una mascota reconocible, varios juegos de Amstrad publicados por Amsoft se etiquetaron con el nombre Roland. Sin embargo, como los juegos no se habían diseñado sobre el personaje de Roland y se añadió a posteriori, el diseño del personaje varió inmensamente, desde un adolescente rubio (Roland Goes Digging) a un aventurero con sombrero con un aire a Indiana Jones (Roland on the Ropes)  a un cubo blanco (Roland Goes Square Bashing) o una pulga mutante (Roland In The Caves). Los únicos dos juegos en los que Roland tiene una apariencia similar son Roland in Time y su secuela Roland in Space, ambos títulos versiones no oficiales de la popular serie de televisión británica Doctor Who. El personaje Roland recibió su nombre de Roland Perry, uno de los diseñadores principales de CPC.

## Modelos

### La gama original

#### CPC464

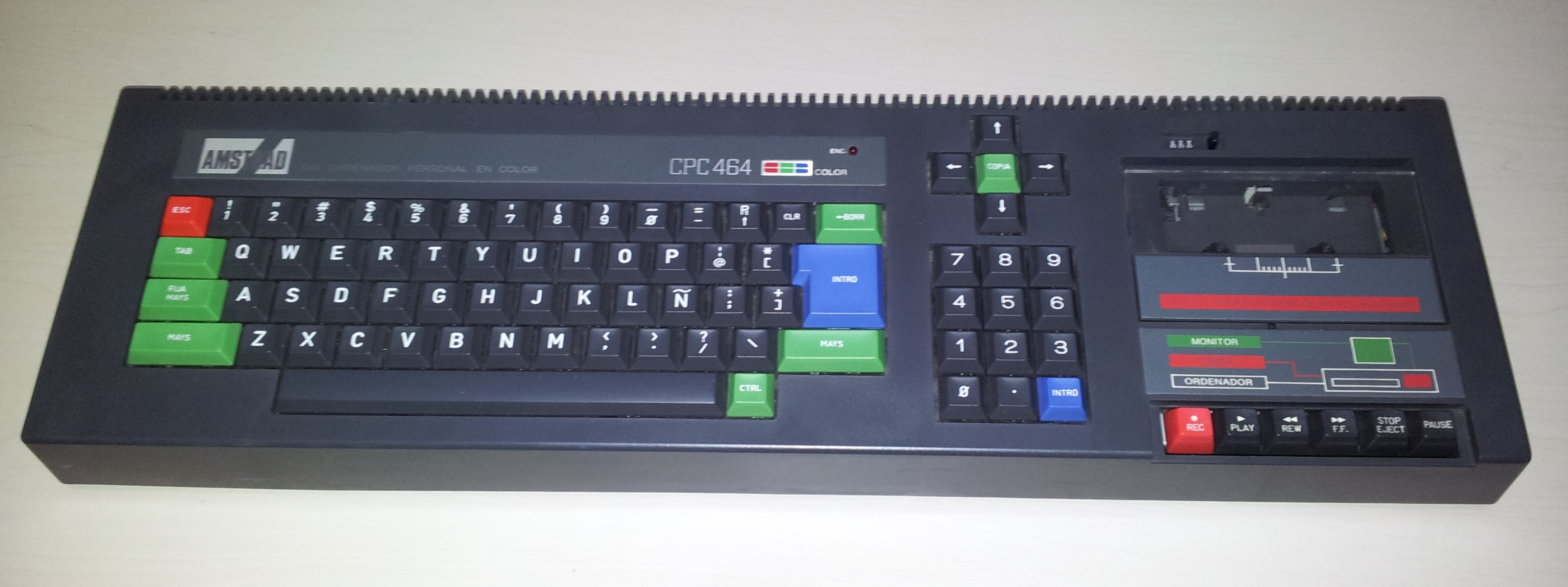
Amstrad CPC464.

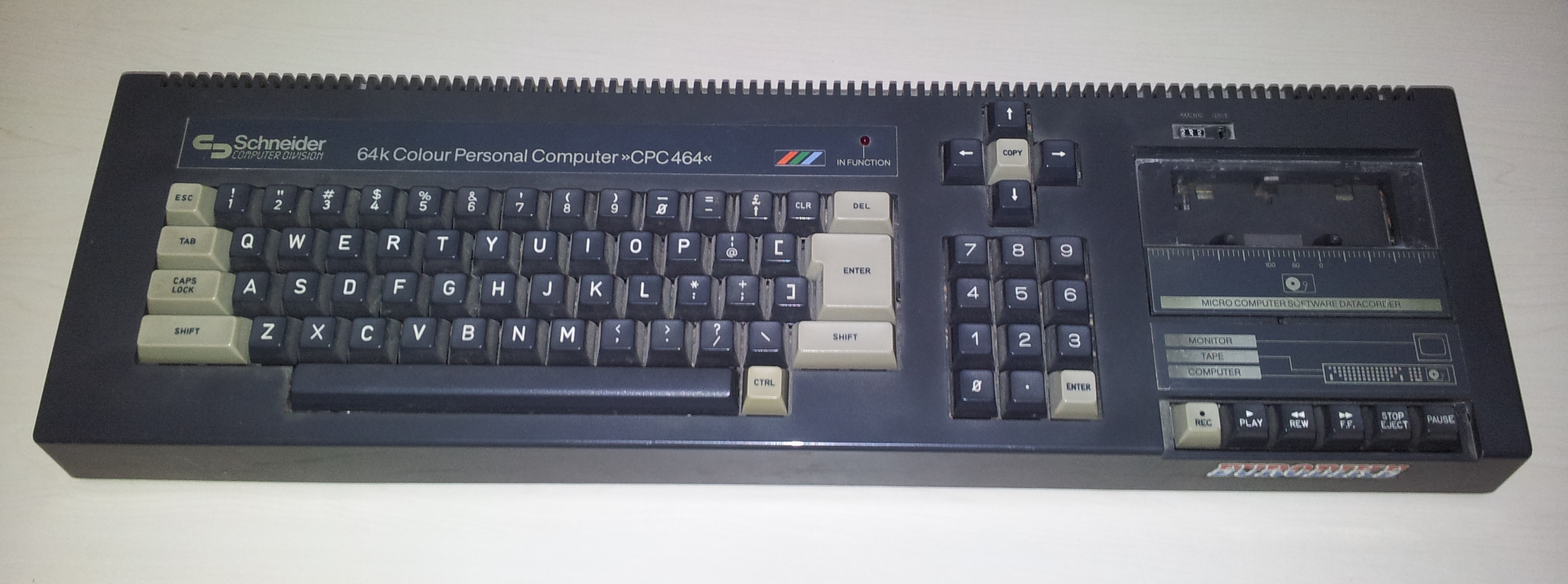
Schneider CPC464.

El CPC464 tenía 64 kB de RAM, una unidad interna de casete y teclado 'square-edged'. Fue introducido en junio de 1984 en el Reino Unido. El precio inicial del CPC464 rondaba las 249 libras con un monitor de fósforo verde y 359 libras con un monitor en color. Tras la introducción del CPC6128 a finales de 1985 el precio del CPC464 se recortó en 50 libras.
En 1990, el 464plus reemplazó el CPC464 y finalizó la producción de este modelo.

#### CPC664

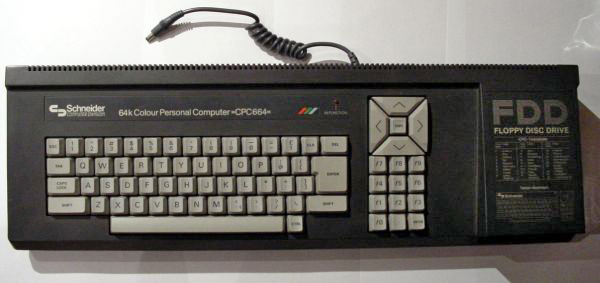
Schneider CPC664.

El CPC664 tenía 64 kB de RAM y una unidad de disco interna de 3". Fue introducido en mayo de 1985 en el Reino Unido. El precio inicial del CPC664 fue de 339 libras con un monitor de fósforo verde y 449 libras con un monitor en color.
Tras el éxito del CPC464, los consumidores solicitaron dos mejoras: más memoria y una unidad de disco interna. Para Amstrad, lo segundo era más sencillo de realizar con la introducción del CPC664. Era considerado no solo el sistema de disco de menor coste sino la máquina con CP/M 2.2 con el coste más bajo del momento. Sin embargo, no pretendía reemplazar al CPC464 sino complementarlo ya que, a pesar de la salida del CPC664, no se detuvo la producción del anterior ni se redujo su precio.
Comparado con el CPC464, la unidad principal del CPC664 se rediseñó significativamente, no solo para acomodar la unidad de disco sino también se rediseñó el área del teclado. Promocionado por Amstrad como "ergonómico", el teclado contaba con teclas de cursor al estilo MSX sobre el teclado numérico cuyas teclas se etiquetaban como "teclas de función". El teclado multicolor del CP464 se transforma en un esquema gris y azul pálido en CPC664.
La parte trasera de la unidad principal tiene los mismos conectores que CPC464, con la excepción de un conector corriente adicional de 12V.
Al contrario que la unidad de casete del CPC464 que se alimentaba de los 5V que proporcionaba la propia unidad principal, la unidad de disco requiere un voltaje adicional de 12V. Este voltaje tenía que ser proporcionado por una versión actualizada del monitor de fósforo verde y color (Gt-65 y CTM-644 respectivamente).
El CPC664 fue producido durante seis meses aproximadamente. A finales de 1985, cuando se introdujo el CPC6128 en Europa, Amstrad decidió no mantener tres modelos en la línea de producción, deteniéndose la producción del CPC664.

#### CPC6128

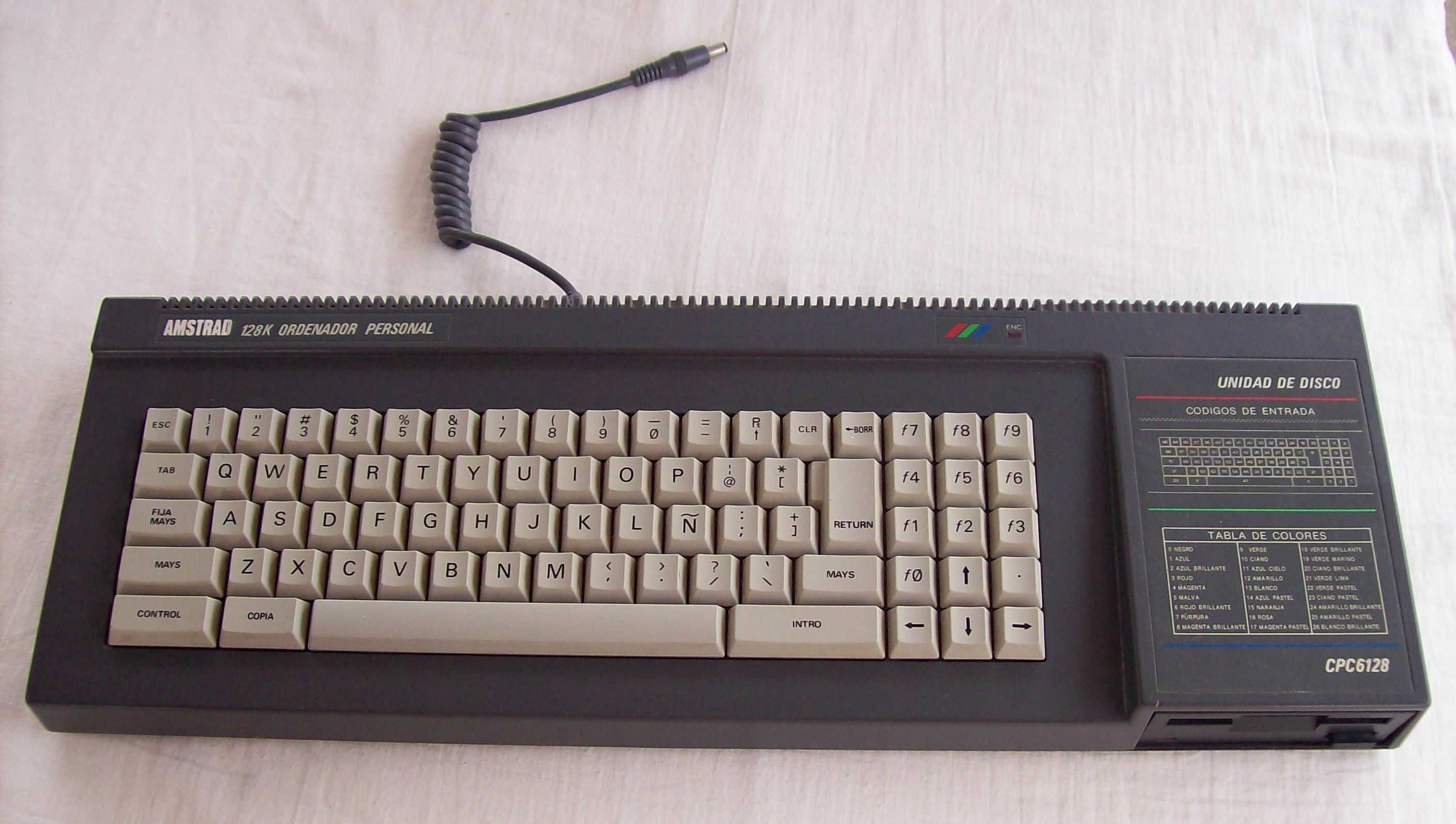
Amstrad CPC6128

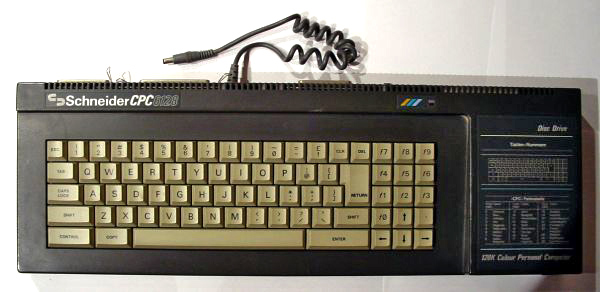
Schneider CPC6128 de Alemania Occidental.

El CPC6128 contaba con 128 kB de RAM y una unidad de disco interna de 3". Una de las características más importantes que se mejoraron, aparte del firmware, es la compatibilidad con el sistema operativo CP/M+ que lo hacía atractivo para su uso en negocios.
Fue liberado en agosto de 1985 e inicialmente se vendió solo en Estados Unidos. Importado y distribuido por Indescomp, Inc. de Chicago, fue el primer producto de Amstrad en venderse en EE. UU., un mercado que en su momento era hostil hacia los fabricantes europeos de computadoras. A finales de 1985, llegó a Europa y reemplazó el modelo CPC664. El precio recomendado fue de 699 libras con el monitor de fósforo verde y 799 con el monitor en color.
6128plus reemplazó al CPC6128 y su producción se detuvo tres meses después.

### Modelos Plus
En 1990, Amstrad lanzó la gama "Plus", con muchas mejoras en el hardware y una ranura para cartucho en todos los modelos. La mayoría de las mejoras se realizaron en el apartado gráfico, ya que la paleta aumentó a 4096 colores y se añadió la capacidad de manejar sprites. El hardware permitía ahora dividir la pantalla en dos modos distintos y efectuar un desplazamiento píxel a píxel, aunque la primera función era fácil de implementar y la segunda ya podía lograrse en cierta medida en los modelos convencionales con ciertos trucos de programación del Motorola 6845.
También se añadió un sistema de transferencias DMA automáticas para enviar datos al chip de sonido, el mismo que en la gama anterior, lo que permitía reproducir muestras de alta calidad con una carga mínima del procesador. Además, se mejoró el conjunto de instrucciones de acceso al disco del BASIC.
Al mismo tiempo que los modelos con casete y disquete se lanzó también un CPC+ "recortado", que carecía de teclado y solo podía utilizar software en cartucho. Este modelo, una consola de videojuegos, se llamó Amstrad GX4000.
Estos modelos no tuvieron mucho éxito en el mercado ni consiguieron un gran apoyo de empresas de periféricos y software. La tecnología de 8 bits de los CPC empezaba a parecer anticuada en 1990, y la publicidad de Amstrad no consiguió demostrar ninguna ventaja destacable de estos modelos respecto al Atari ST y el Commodore Amiga. En cierta medida, se supone que los usuarios desaprobaron el considerable aumento de precio de los juegos en cartucho frente al casete o el disquete, reacción que se acentuó por la tendencia a reeditar antiguos juegos de CPC en cartucho que no sacaban partido del hardware mejorado de la gama Plus.

#### 464plus, 6128plus

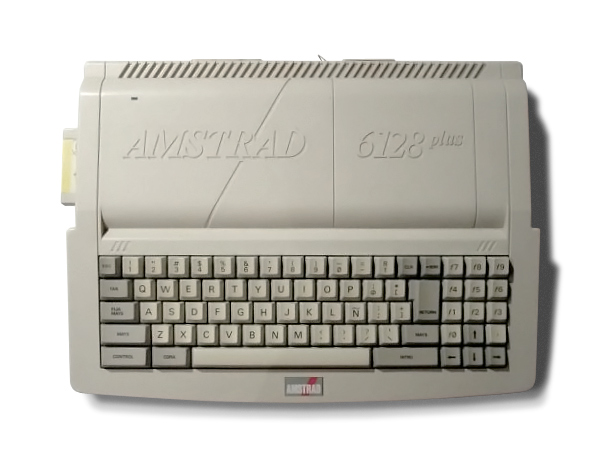
Unidad 6128plus (con teclado español)

Los modelos 464plus y 6128plus se presentaron como los "más sofisticados y estilizados" reemplazos del CPC464 y CPC6128. Basados en una plataforma de hardware rediseñada, compartían las mismas características básicas de sus predecesores: 464plus está equipado con 64 kB de RAM y una unidad de casete. 6128plus tiene 128 kB de RAM y una unidad de disco de 3". Ambos modelos compartían la misma apariencia física con un teclado tomado del modelo CPC6128.
Los conectores de los modelos previos se reemplazan por conectores micro-ribbon utilizados previamente en el modelo Schneider CPC6128. Como resultado, un amplio rango de extensiones para los modelos originales de CPC son incompatibles con 464plus y 6128plus. Además, 6128plus no tiene un socket para unidad externa de cinta.
El rango plus no está equipado con una ROM en la placa base por lo que los modelos 464plus y 6128plus no contienen un firmware. Amstrad proporcionó el firmware para ambos modelos a través de una extensión de ROM. Esto resultó en unos costes de traducción del hardware más reducidos (solo las etiquetas de algunas teclas debían ser traducidas) con el beneficio añadido de un mecanismo rudimentario de protección de copia (sin firmware presente, la máquina por sí misma no puede copiar el contenido de un cartucho de juego). Como la versión mejorada V4 del firmware contenía diferencias estructurales que causaban problemas con ciertas aplicaciones CPC que llamaban a las funciones del firmware directamente mediante sus direcciones de memoria, Amstrad vendió por separado un cartucho conteniendo la versión V3 del firmware de CPC6128.
Los modelos 464plus y 6128plus se introdujeron en septiembre de 1990. El precio inicial era de 1990 francos con monitor fósforo verde y 2990 francos con monitor en color para el 464plus y 2990 francos con pantalla verde o 3990 francos con pantalla en color para el 6128plus.

#### GX4000

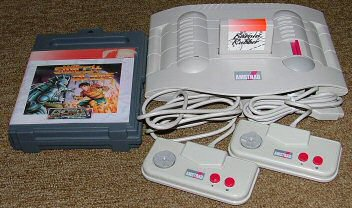
Videoconsola Amstrad GX4000

Desarrollado como parte de la gama plus, GX4000 es un intento de corta existencia de introducirse en el mercado de las videoconsolas. Comparte las mismas características hardware de la gama plus. Representa la variante más pequeña de la gama, sin teclado ni soporte de almacenamiento.

### Modelos especiales y clones

#### CPC472

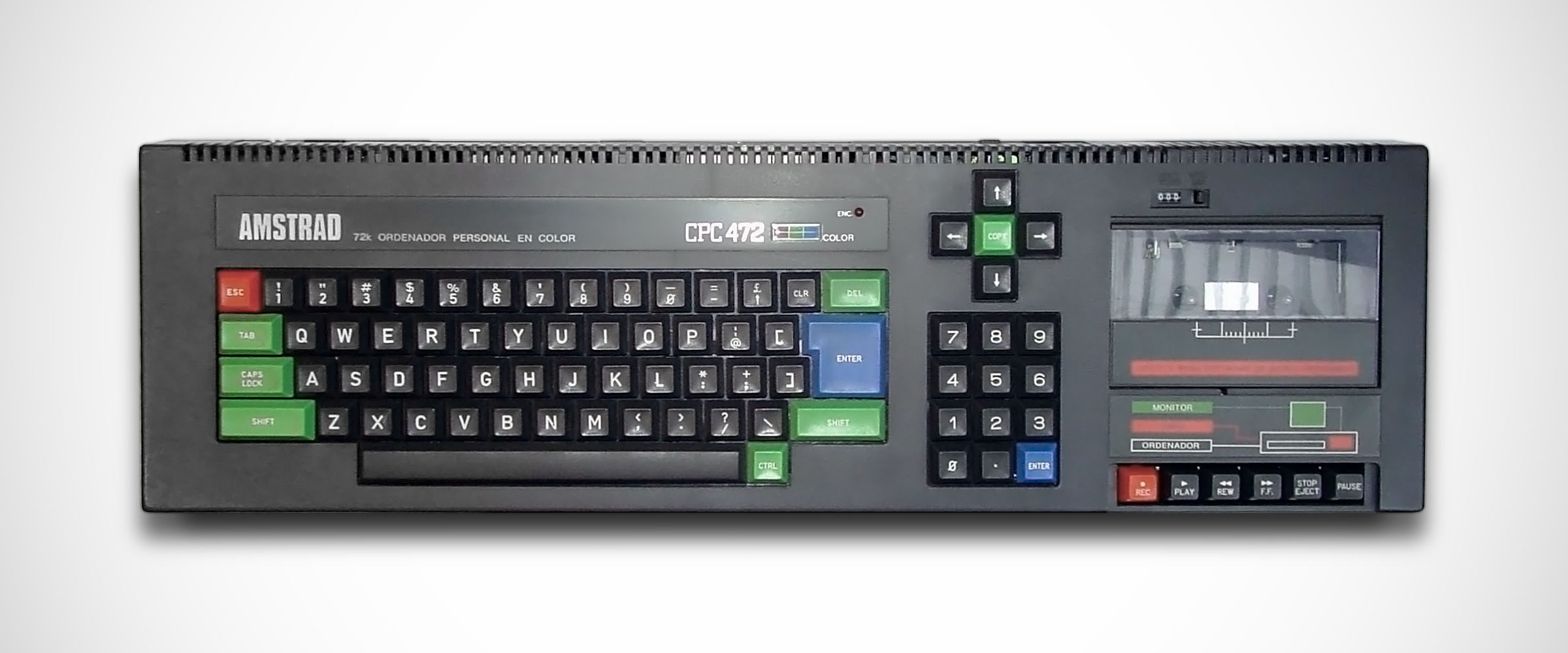
Amstrad CPC 472.

El CPC472 es un modelo modificado del CPC464, creado y distribuido en España por el distribuidor español de Amstrad Indescomp (más tarde conocido como Amstrad Spain) durante un corto periodo de tiempo en 1985. Sin ninguna diferencia en la placa con el modelo convencional CPC464, el CPC 472 lleva una pequeña placa en lugar de la ROM, que contiene la misma ROM y un chip de 8 Kb de RAM. El chip de RAM adicional no está conectado, de manera que no es usable, aunque en el manual del usuario se mencionaba que "Sólo es usable por el procesador". En realidad, dicha placa fue introducida para evitar un impuesto sobre los ordenadores con 64Kb de RAM o menos. Cuando este impuesto fue retirado, Amstrad retiró el CPC 472 para comercializar el CPC 464.

#### KC Compact

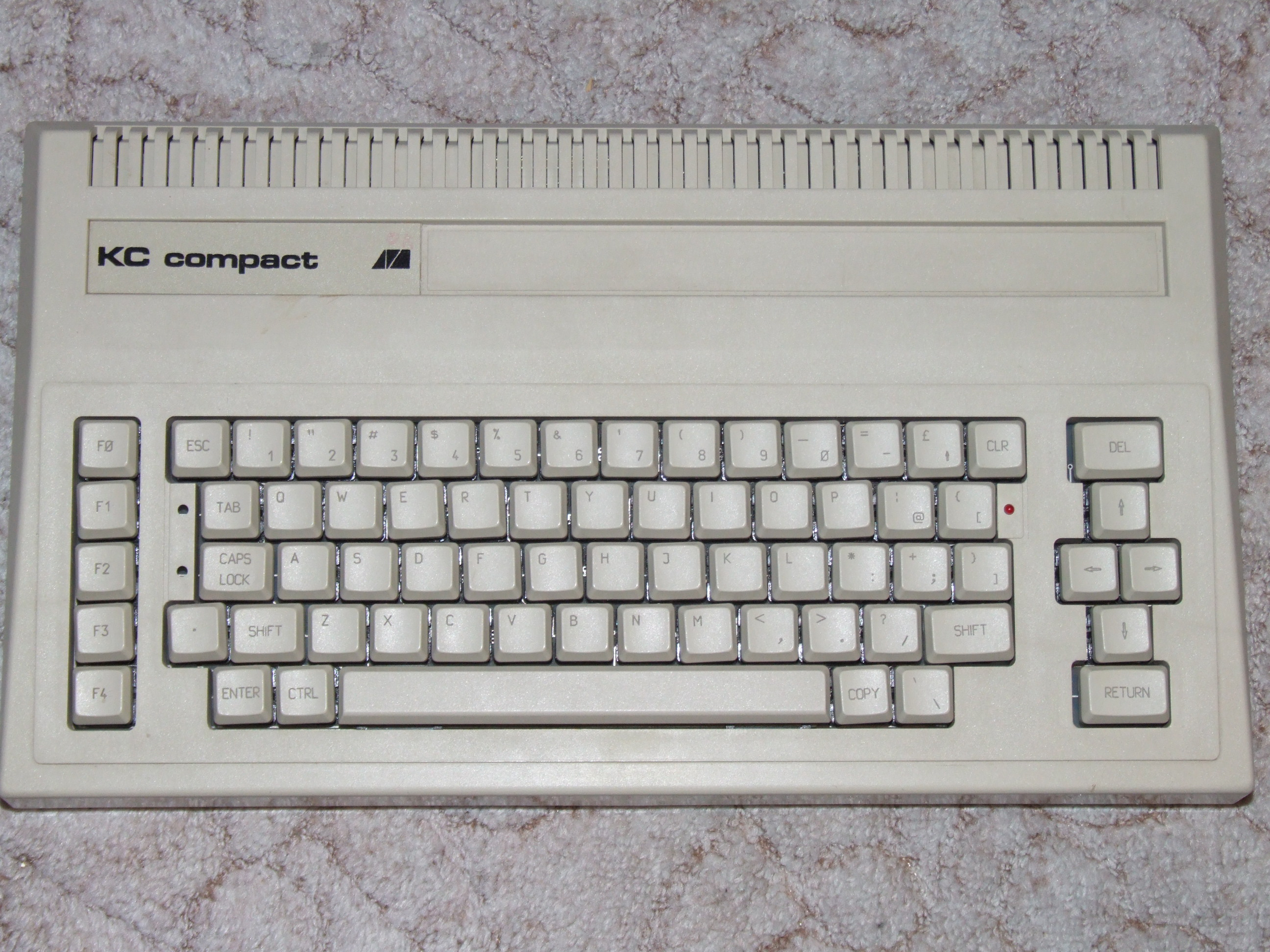
Kleincomputer KC Compact

El Kleincomputer KC Compact ("Kleincomputer" es una traducción literal al alemán de "microcomputadora") es un clon del Amstrad CPC construido por Volkseigene Betriebe Mikroelektronik Mühlhausen de la República Democrática Alemana en 1989. La máquina incluía varios sustitutos y emulaciones del hardware de un Amstrad CPC. Está equipado con 64 kB de memoria y el firmware del CPC6128 adaptado al hardware modificado incluyendo una copia no modificada de Locomotive BASIC 1.1. El KC Compact es el último ordenador de 8 bits producido en Alemania del Este.
Este ordenador se diferenciaba estéticamente del CPC por el diferente tipo de carcasa, la fuente de alimentación externa y la unidad de disco de 5,25" de Robotron, que era opcional y todavía más difícil de conseguir que el propio ordenador. A diferencia de los modelos de Amstrad, podía conectarse directamente a un televisor. Utilizaba BASIC 1.1 y un clónico del CP/M en alemán llamado MicroDOS. Tenía 64 KB de RAM y se ofrecían otros 64 con el adaptador para disco/casete externo. 
El procesador Z80 se sustituía con un U 880 (que es 100% bug-compatible), y algunos chips de entrada/salida propietarios de Amstrad se sustituían con clónicos basados en el Z8536. Este clónico era aproximadamente compatible al 95% con el original.
Había disponible una unidad de disco (DDI-1) para el 464, que además incluía la controladora de disco y el sistema operativo CP/M. Una segunda unidad (FD-1) podía ser incorporada a las 664/6128. Las grabadoras de cinta caseras también se podían conectar al 664 y al 6128. Pero a la larga, las últimas versiones solo eran compatibles con máquinas modernas. Luego apareció hardware de terceros como Multiface de Romantic Robot que volcaba el contenido de la memoria a una unidad cinta, permitiendo realizar copias de seguridad.
La mayoría de los juegos, especialmente en los primeros años, iban dirigidos a los sistemas de 64 KB, 464 y 664. Sin embargo, cada vez más programas y demos hacía uso de la memoria extra del 6128, hasta el punto que la mayoría del software desde 1990 no se podía ejecutar en modelos 464/664 sin expandir. Había expansiones de memoria disponibles, las más populares eran producidas por dk'Tronics.

### El CPC 5512
El "CPC 5512" fue una broma tipo "April Fools' Day" de la revista semanal francesa de informática Hebdogiciel. Entre sus características se contaban los 512 KB de RAM, una disquetera de 5,25" y GEM de Digital Research en un clónico del CPC 6128. Amstrad Francia decidió no presentar ninguna demanda por posible pérdida de ventas, pero obligó a la revista a devolver el importe a los lectores que se hubieran sentido defraudados.

## Schneider Computer Division

Logo de Schneider Computer Division

Amstrad, para vender sus ordenadores en Alemania, Austria y Suiza donde no tenía ninguna infraestructura de distribución, formó un acuerdo de asociación con Schneider Rundfunkwerke AG, una compañía alemana que, parecida a Amstrad, era conocida por sus productos de audio. En 1984, se creó la hija de Schneider, Schneider Computer Division y se vendió la rama completa de Amstrad CPC como Schneider CPC.
Aunque estaban basados en el mismo hardware, los modelos de Schneider CPC difieren de los modelos de Amstrad en varios detalles. El más destacado, el teclado de los CPC464 y CPC664 eran grises en vez de teclas coloreadas, pero se mantenían en la configuración inglesa. Para implementar el teclado alemán "QWERTZ", Schneider comercializó un pequeño software para reasignar las teclas y cambió las etiquetas de las teclas. Para adecuarse a las estrictas regulaciones sobre compatibilidad electromagnética, se equipó toda la serie de Schneider CPC con un escudo de metal interno. Por la misma razón, el Schneider CPC6128 incorpora conectores de tipo micro ribbon en vez de ranuras de expansión. Estos dos cambios se incorporaron posteriormente en los modelos de Amstrad CPC.
En 1988, la cooperación finalizó después de que Schneider rechazara comercializar la línea de ordenadores compatibles con AT de Amstrad. Schneider vendió las existencias de los modelos CPC y usó su buena posición en el mercado para introducir su propio diseño de PC. Con la formación de la empresa alemana Amstrad GmbH para distribuir su línea de productos incluyendo CPC464 y CPC6128, Amstrad realizó un intento fallido de establecer su propia rama en las zonas de habla alemana de Europa.

## Comunidad
Amstrad CPC disfrutó de un fuerte y largo tiempo de vida, debido principalmente a que las máquinas se utilizaban para negocios y para juegos. Programadores dedicados continuaron trabajando sobre la gama CPC, produciendo sistemas operativos con interfaz gráfica de usuario (GUI) como SymbOS. Han aparecido sitios de internet devotos a CPC, proporcionando foros, noticias, hardware, aplicaciones, programación y juegos. Durante la década de 1980, aparecieron revistas sobre CPC en diversos países como Gran Bretaña, Francia, España, Alemania, Dinamarca, Australia y Grecia. Entre los títulos más conocidos figuran la publicación oficial Amstrad Computer User, Amstrad Action, Amtix!, Computing with the Amstrad CPC, CPC Attack, The Amstrad User de Australia, Amstrad Cent Pour Cent de Francia y Amstar. Tras finalizar la producción de los CPC, Amstrad dio permiso para la distribución libre de las ROMs siempre y cuando el mensaje de copyright no cambie y quede claro que Amstrad conserva los derechos de copia, dando a los autores de emuladores la posibilidad de incluir el firmware de CPC en sus programas.

## Influencia en otras máquinas Amstrad
Amstrad continuó su éxito con el CPC464 lanzando Amstrad PCW, otra máquina basada en Z80 con una unidad de disco de 3" y software de Locomotive Software. El PCW se desarrolló originalmente para ser parcialmente compatible con una versión mejorada del CPC (ANT, o Arnold Number Two - el nombre en clave del desarrollo de CPC era Arnold). Sin embargo, Amstrad decidió focalizarse sobre PCW y el proyecto ANT nunca llegó al mercado.
El 7 de abril de 1986, Amstrad anunció la compra de Sinclair Research "... los derechos mundiales para vender todos los ordenadores Sinclair existentes y futuros junto con el nombre de la rama Sinclair y los derechos de propiedad intelectual relacionados con ordenadores y productos informáticos." incluyendo ZX Spectrum, por 5 millones de libras. Esto incluía las existencias sin vender de Sinclair QL y Spectrums. Amstrad ganó más de 5 millones de libras con la venta de estas máquinas. Amstrad lanzó dos nuevas variantes de Spectrum: el ZX Spectrum +2, basado en ZX Spectrum 128, con una unidad de casete integrada (como el CPC464) y, al año siguiente, el ZX Spectrum +3, con una unidad de disquete integrada (similar al CPC664 y 6128), usando los discos de 3" que utilizaban las máquinas CPC.